# Gorąca linia (termin)

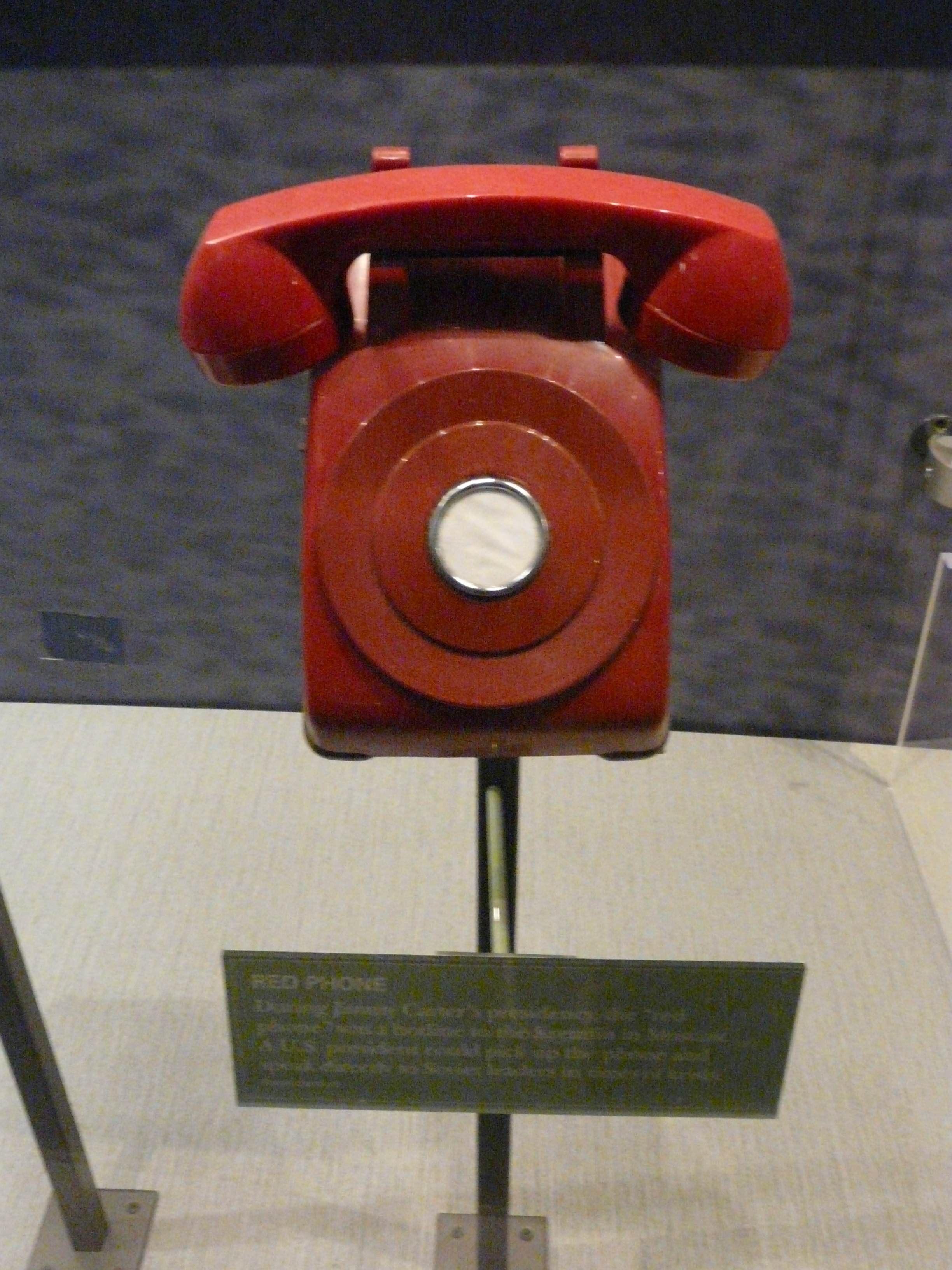
Telefon celowo bez tarczy do wybierania. Podniesienie słuchawki pozwalało łączyć się od razu z Moskwą. Eksponat Jimmy Carter Library and Museum

Gorąca linia (ang. hotline) – termin oznaczający system bezpośredniej komunikacji między wrogimi państwami; była ona elementem budowy wzajemnego zaufania i czynnikiem gwarantującym zapobieganie konfliktom.

## Historia
Najbardziej znaną gorącą linią był „czerwony telefon” łączący Moskwę i Waszyngton podczas zimnej wojny, zainstalowany po kryzysie kubańskim w 1962 roku.
Systemy takie wprowadzały również inne państwa, np. ZSRR i Francja w 1966 roku, ZSRR i Wielka Brytania w 1967 roku, Korea Południowa i Korea Północna w 1991 roku, Indie i Pakistan w 2004 roku, Chiny i USA w 2008 roku.